# Tiếng Sotho
Tiếng Sotho, cũng được gọi là Sesotho, Nam Sotho, hay Nam Sesotho, là một ngôn ngữ thuộc Nhóm ngôn ngữ Bantu vajc sử dụng chủ yếu tại Nam Phi, và tại đây nó là một trong 11 ngôn ngữ chính thức, tại Lesotho, nó là ngôn ngữ quốc gia. Tiếng Sotho là một ngôn ngữ chắp dính nghĩa là sử dụng phụ tố, hậu tố và biến tố để tạo thành từ.

## Phân loại
Sotho là một ngôn ngữ thuộc Nhóm ngôn ngữ Nam Bantu, thuộc Ngữ hệ Niger-Congo. Tiếng Sotho có quan hệ gần gũi nhất với ba ngôn ngữ chính của Nhóm ngôn ngữ Sotho-Tswana: Tiếng Tswana, Tiếng Bắc Sotho (Sesotho sa Leboa), và Tiếng Lozi. Sesotho là tên của ngôn ngữ này theo cách gọi bản địa và được sử dụng ngày càng rộng rãi, đặc biệt là trong Tiếng Anh Nam Phi và tại Lesotho. Ngôn ngữ này thỉnh thoảng cũng được gọi là Nam Sotho, chủ yếu để phân biệt với tiếng Bắc Sotho.
Nhóm ngôn ngữ Sotho-Tswana có quan hệ gần gũi với các nhóm ngôn ngữ Nam Bantu khác, bao gồm Tiếng Venḓa, Tiếng Tsonga, Tonga, và Nhóm ngôn ngữ Nguni, và có thể cả với Nhóm ngôn ngữ Makua ở Tanzania và Mozambique.

## Phân bổ

Phân bổ tiếng Sotho tại Nam Phi: tỉ lệ người nói tiếng Sotho tại nhà.

| 0–20% 20–40% 40–60% |  | 60–80% 80–100% |

### Phần mềm
- Spell checker for OpenOffice.org and Mozilla Lưu trữ ngày 14 tháng 1 năm 2007 tại Wayback Machine, OpenOffice.org Lưu trữ ngày 24 tháng 3 năm 2007 tại Wayback Machine, Mozilla Firefox web-browser Lưu trữ ngày 10 tháng 2 năm 2007 tại Wayback Machine, and Mozilla Thunderbird email program Lưu trữ ngày 24 tháng 3 năm 2007 tại Wayback Machine in Sotho.